# فوكسكون
شركة هون هاي المحدودة للصناعات الدقيقة (بالإنجليزية: .Hon Hai Precision Industry Co., Ltd؛ بورصة تايوان: 2317)، التي يتم تداولها باسم مجموعة هون هاي التكنولوجية في الصين وتايوان، أو فوكسكون (Foxconn) دوليًا، هي شركة تصنيع إلكترونيات تايوانية متعددة الجنسيات يقع مقرها الرئيسي في توشنغ، مدينة تايبيه الجديدة، تايوان، التي تأسست في عام 1974. في عام 2021، وصلت الإيرادات السنوية للمجموعة إلى 5.99 تريليون دولار تايواني جديد واحتلت المرتبة 22 في عام 2021 فورتشن غلوبل 500. إنها أكبر شركة مصنعة ومزودة للخدمات التقنية في العالم. بينما يقع المقر الرئيسي للشركة في تايوان، تعد الشركة أكبر صاحب عمل خاص في جمهورية الصين الشعبية وواحدة من أكبر أرباب العمل في جميع أنحاء العالم. تيري جو هو مؤسس الشركة ورئيس مجلس الإدارة السابق.
تقوم فوكسكون بتصنيع المنتجات الإلكترونية لكبرى الشركات الأمريكية والكندية والصينية والفنلندية واليابانية. تشمل المنتجات البارزة التي صنعتها فوكسكون بلاك بيري، آيباد  آيفون، آيبود، كيندل، جميع أنظمة ألعاب نينتندو منذ غيم كيوب (باستثناء طرازات نينتندو دي إس اللاحقة)، أجهزة نوكيا، أجهزة سوني (بما في ذلك بلاي ستيشن 3، بلاي ستيشن 4، وبلاي ستيشن 5)، أجهزة جوجل بكسل، أجهزة شاومي، وكل جهاز إكس بوكس ظهر بعد نهاية إكس بوكس الأول من مايكروسوفت، والعديد من مقابس وحدة المعالجة المركزية، بما في ذلك مقبس وحدة المعالجة المركزية TR4 في بعض اللوحات الأم. اعتبارًا من عام 2012، صنعت مصانع فوكسكون ما يقدر بنحو 40 ٪ من جميع الأجهزة الإلكترونية الاستهلاكية المباعة في جميع أنحاء العالم.
عينت شركة فوكسكون يونج ليو رئيسًا جديدًا لها بعد تقاعد مؤسسها تيري جو، اعتبارًا من 1 يوليو 2019. كان يونغ ليو هو المساعد الخاص للرئيس السابق تيري جو ورئيس مجموعة الأعمال إس (S؛ أشباه الموصلات). قال المحللون إن التسليم يشير إلى الاتجاه المستقبلي للشركة، مما يؤكد أهمية أشباه الموصلات، جنبًا إلى جنب مع تقنيات مثل الذكاء الاصطناعي والروبوتات والقيادة الذاتية، بعد نضوج الأعمال الرئيسية التقليدية لتجميع الهواتف الذكية لفوكسكون.

## تاريخ

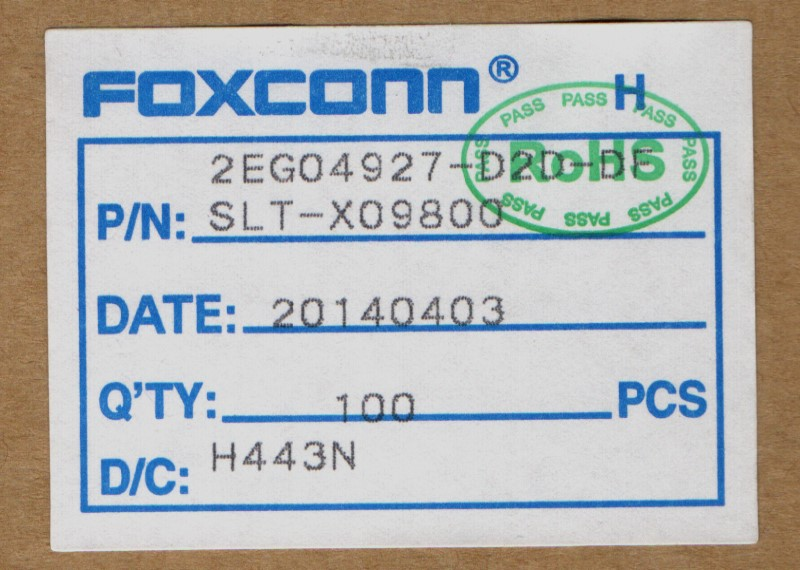
علامة مربع موصل فوكسكون في عام 2014

أسس تيري جو هون هاي المحدودة للصناعات الدقيقة. كمصنع للمكونات الكهربائية في عام 1974. تم افتتاح أول مصنع فوكسكون للتصنيع في الصين في بلدة لونغهوا، شنجن، في عام 1988.
حدث أحد المعالم المهمة لفوكسكون في عام 2001 عندما اختارت إنتل الشركة لتصنيع اللوحات الأم التي تحمل علامة إنتل بدلاً من أسوس. بحلول نوفمبر 2007، توسعت فوكسكون بشكل أكبر مع خطة معلنة لبناء مصنع جديد بقيمة 500 مليون دولار أمريكي في هويزو، جنوب الصين.
في يناير 2012، عينت فوكسكون تيان تشونغ (تيري) تشينغ رئيسًا تنفيذيًا لشركتها الفرعية إف آي إتش موبايل المحدودة (FIH Mobile Limited). استقال في نفس العام بسبب مشاكل صحية. في هذا الوقت، شكلت فوكسكون ما يقرب من 40٪ من إنتاج الإلكترونيات الاستهلاكية في جميع أنحاء العالم.
تمت متابعة التوسع بعد الاستحواذ في مارس 2012 على حصة 10 بالمائة في شركة الإلكترونيات اليابانية شارب مقابل 806 ملايين دولار أمريكي وشراء ما يصل إلى 50 بالمائة من شاشات إل سي دي المُنتجة في مصنع شارب في ساكاي، اليابان. ومع ذلك، تم كسر الصفقة المتفق عليها حيث واصلت أسهم شارب الهبوط في الأشهر التالية. في سبتمبر 2012، أعلنت شركة فوكسكون عن خطط لاستثمار 494 مليون دولار أمريكي في بناء خمسة مصانع جديدة في إيتو بالبرازيل، مما يوفر 10,000 فرصة عمل.
في عام 2014، اشترت الشركة شركة إيجيا باسيفك تيليكوم (Asia Pacific Telecom) وفازت ببعض تراخيص الطيف في مزاد، مما سمح لها بتشغيل معدات اتصالات 4G في تايوان.
في 25 فبراير 2016، قبلت شارب عرض استحواذ بقيمة 700 مليار ين ياباني (6.24 مليار دولار أمريكي) من فوكسكون للاستحواذ على أكثر من 66 بالمائة من أسهم شارب التصويتية. ومع ذلك، نظرًا لأن شارب كان عليها التزامات لم يكشف عنها والتي أبلغها لاحقًا الممثل القانوني لشارب لفوكسكون، فقد أوقف مجلس إدارة فوكسكون الصفقة. طلبت فوكسكون إلغاء الصفقة لكن رئيس شارب السابق هو من قام بذلك. ثم كتب تيري جو في الاجتماع كلمة "義" والتي تعني الصواب أو الاستقامة على السبورة البيضاء، قائلاً إن على شركة فوكسكون أن تحترم الصفقة. بعد شهر، في 30 مارس 2016، تم الإعلان عن الصفقة بصيغتها النهائية في بيان صحفي مشترك، ولكن بسعر أقل.
في عام 2020، أنشأت فوكسكون «معهد أبحاث هون هاي»، مع خمسة مراكز بحثية لكل منها ما معدله 40 متخصصًا في مجال البحث والتطوير في مجال التكنولوجيا العالية، وجميعهم يركزون على البحث والتطوير لتقنيات جديدة، وتعزيز التكنولوجيا وخط أنابيب ابتكار المنتجات في فوكسكون، والجهود المبذولة لدعم تحول المجموعة من «العضلات» إلى «العقول»، وتعزيز القدرة التنافسية لاستراتيجية "3+3" لفوكسكون.
بلغت عائدات فوكسكون لعام 2020 5,36 تريليون دولار تايواني (193 مليار دولار أمريكي). اختارت مجلة سيركتس أسيمبلي فوكسكون كأكبر شركة لخدمات تصنيع الإلكترونيات في العالم للعام الرابع عشر على التوالي.

## عمليات دولية
تمتلك فوكسكون 137 حرمًا ومكتبًا في 24 دولة ومنطقة حول العالم. تقع غالبية مصانع فوكسكون في شرق آسيا، بينما توجد مصانع أخرى في البرازيل، الهند، أوروبا، والمكسيك.

### الصين

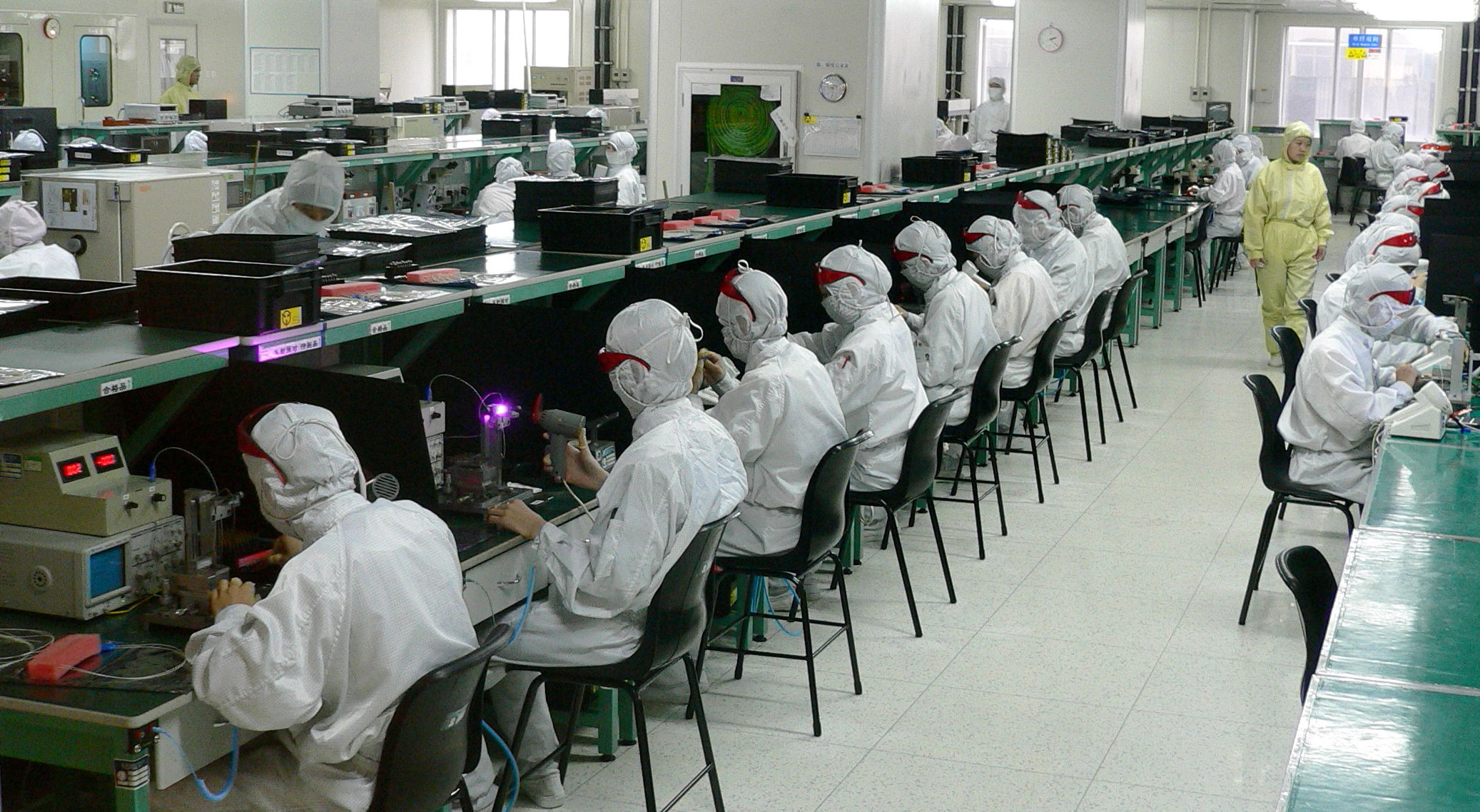
أحد طوابق الإنتاج في مصنع فوكسكون في شنجن

فوكسكون لديها 12 مصنعا في تسع مدن صينية - أكثر من أي بلد آخر.
يقع أكبر مصنع لفوكسكون في بلدة لونغهوا، شنجن، حيث يعمل مئات الآلاف من العمال (تشمل الأعداد المختلفة 230,000، 300,000، و 450,000) في منتزه لونغهوا للعلوم والتكنلوجيا، وهو عبارة عن حرم مُسوَّر يشار إليه أحيانًا باسم «مدينة فوكسكون» (Foxconn City).
تغطي حوالي 3 كـم2 (1.2 ميل2)، تضم الحديقة 15 مصنعًا، مهاجع للعمال، 4 حمامات سباحة، فرقة إطفاء، شبكتها التلفزيونية الخاصة (فوكسكون تي في)، ومركز مدينة به محل بقالة وبنك ومطاعم ومتجر كتب ومستشفى. بينما يعيش بعض العمال في البلدات والقرى المحيطة، يعيش آخرون ويعملون داخل المجمع؛ ربع الموظفين يعيشون في مهاجع.
يقع مصنع آخر «مدينة» لفوكسكون في منتزه تشنغتشو للتكنولوجيا في تشنغتشو، مقاطعة خنان، حيث تم توظيف 120.000 عامل اعتبارًا من عام 2012. ينتج المتنزه الجزء الأكبر من خط آيفون الخاص بأبل ويشار إليه أحيانًا باسم «مدينة آيفون» (iPhone City).
يشمل التوسع المستقبلي لفوكسكون مواقع في ووهان بمقاطعة هوبي، هايزو، وكونشان في مقاطعة جيانغسو، تيانجين، وبكين، وقوانغتشو في مقاطعة جوانجدونج بالصين. فرع فوكسكون الذي يصنع منتجات أبل بشكل أساسي هو هونغفوجن (Hongfujin).
في 25 مايو 2016، ذكرت هيئة الإذاعة البريطانية (بي بي سي) أن فوكسكون استبدلت 60 ألف موظف لأنها قامت بأتمتة «العديد من مهام التصنيع المرتبطة بعملياتها». وأكدت المنظمة في وقت لاحق هذه الادعاءات.
في يوليو 2021، ضرب أكبر فيضان منذ 1,000 عام أكبر مصنع تجميع أبل آيفون في العالم في مدينة تشنغتشو، لكن الإنتاج لم يتأثر.

### البرازيل
تقع جميع مرافق الشركة في أمريكا الجنوبية في البرازيل، وتشمل هذه مصانع الهواتف المحمولة في ماناوس وإنداياتوبا بالإضافة إلى قواعد الإنتاج في جوندياي وسوروكابا وسانتا ريتا دو سابوكاي. تدرس الشركة المزيد من الاستثمارات في البرازيل.

### أوروبا
تمتلك فوكسكون مصانع في المجر، سلوفاكيا، وجمهورية التشيك. اعتبارًا من عام 2011 كانت ثاني أكبر مُصدر في جمهورية التشيك.

### الهند
اعتبارًا من منتصف عام 2015، كانت فوكسكون تجري محادثات لتصنيع آيفون من أبل في الهند. في عام 2015، أعلنت شركة فوكسكون أنها ستنشئ اثني عشر مصنعًا في الهند وستخلق حوالي مليون فرصة عمل. كما ناقشت نيتها العمل مع مجموعة أداني للتوسع في البلاد. في أغسطس 2015، استثمرت فوكسكون في سنابديل. كما وقعوا مذكرة تفاهم مع حكومة ولاية ماهاراشترا لإنشاء مصنع للإلكترونيات في ولاية ماهاراشترا باستثمار قدره 5 مليارات دولار في غضون فترة 5 سنوات. في سبتمبر 2016، بدأت فوكسكون في تصنيع المنتجات مع جيوني. في أبريل 2019، أفادت فوكسكون أنها مستعدة لإنتاج كميات كبيرة من أجهزة آيفون الحديثة في الهند. وقال رئيسها تيري جو إن التصنيع سيجري في مدينة تشيناي الجنوبية.

### اليابان
تشغل فوكسكون وشركة شارب بالاشتراك اثنين من مصانع التصنيع المتخصصة في أجهزة التلفزيون ذات الشاشات الكبيرة في ساكاي، أوساكا. في أغسطس 2012، أفيد أن شارب، أثناء قيامها بإعادة هيكلة الشركة وتقليص حجمها، كانت تفكر في بيع المصانع إلى فوكسكون. كان يعتقد أن الشركة متقبلة للخطة. اكتمل الاستحواذ بصفقة بقيمة 3.8 مليار دولار في أغسطس 2016.

### ماليزيا

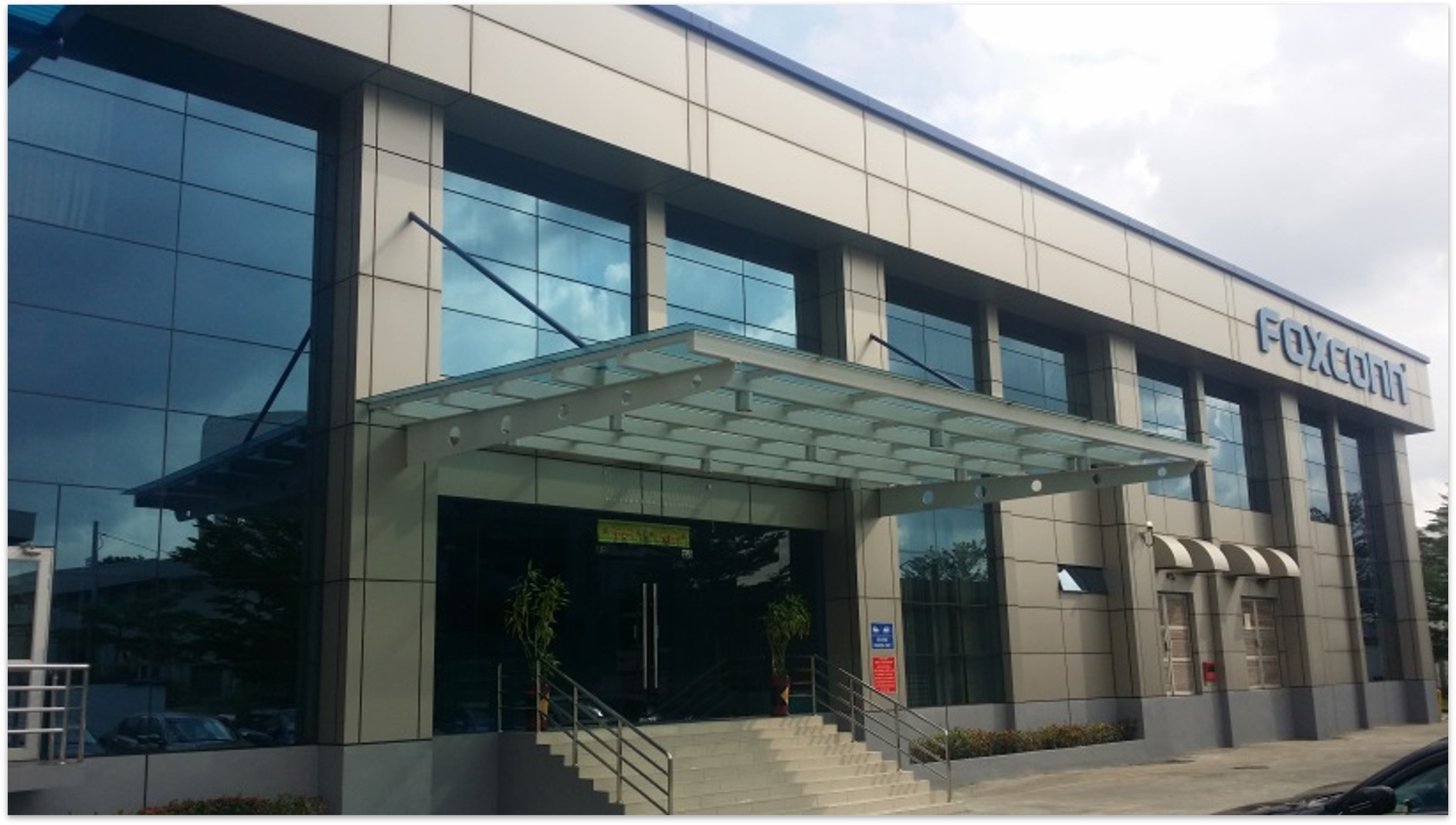
مصنع فوكسكون تكنولوجي ماليزيا في كولاي، ماليزيا

اعتبارًا من عام 2011، كان لدى فوكسكون سبعة مصانع على الأقل في ولاية جوهور، في كولاي، حيث تقوم بتطوير منطقة صناعية تضم أربعة مصانع تشتمل على خطوط تجميع تشغيل بالكامل بالإضافة إلى خطوط تعبئة مؤتمتة بالكامل.

### المكسيك
تمتلك فوكسكون منشأة في سان جيرونيمو بولاية تشيهواهوا تقوم بتجميع أجهزة الكمبيوتر ومنشأة في خواريز – قاعدة إنتاج سابقة لموتورولا تصنع الهواتف المحمولة، ومصنع جهاز فك التشفير تم شراؤه من سيسكو سيستمز. يتم تصنيع أجهزة تلفزيون إل سي دي أيضًا في الدولة في تيخوانا في مصنع تم شراؤه من سوني.
في 2 يونيو 2022، أعلنت فوكسكون أن مصنعها الإنتاجي في المكسيك قد تعرض لهجوم فدية في أواخر مايو، مما أدى إلى تعطيل الإنتاج. تقع المنشأة المتضررة في باجا، كاليفورنيا، في تيخوانا وتتخصص في إنتاج الإلكترونيات الاستهلاكية والأجهزة الطبية والمنتجات الصناعية.

### كوريا الجنوبية
استثمرت الشركة 377 مليون دولار في يونيو 2014 للحصول على حصة 4.9 في المائة في مزود خدمات تكنولوجيا المعلومات في كوريا الجنوبية، شركة إس كي.

### الولايات المتحدة
أعلنت فوكسكون في 26 يوليو 2017 أنها ستبني مصنعًا لتصنيع أجهزة التلفزيون بقيمة 10 مليارات دولار في جنوب شرق ولاية ويسكونسن وستوظف في البداية 3,000 عامل (من المقرر أن يرتفع العدد إلى 13,000). كجزء من الاتفاقية، تم تعيين فوكسكون لتلقي إعانات تتراوح من 3 مليارات دولار إلى 4.8 مليار دولار (تُدفع على شكل زيادات إذا حققت فوكسكون أهدافًا معينة)، والتي ستكون إلى حد بعيد أكبر دعم يتم تقديمه لشركة أجنبية في تاريخ الولايات المتحدة. يقدر البعض أنه من المتوقع أن تساهم فوكسكون بمبلغ 51.5 مليار دولار في الناتج المحلي الإجمالي لولاية ويسكونسن على مدار الخمسة عشر عامًا القادمة، أي 3.4 مليار دولار سنويًا. ومع ذلك، أعرب العديد من الاقتصاديين أيضًا عن شكوكهم في أن الفوائد ستتجاوز تكاليف الصفقة. لاحظ آخرون أن شركة فوكسكون قد قدمت ادعاءات مماثلة حول خلق فرص العمل في الماضي والتي لم تؤت ثمارها.
كما تم إعفاء فوكسكون من قبل الحاكم سكوت ووكر من تقديم بيان الأثر البيئي، مما أثار انتقادات من دعاة حماية البيئة. وتشير التقديرات إلى أن المصنع يساهم بشكل كبير في تلوث الهواء في المنطقة. انتقد دعاة حماية البيئة قرار السماح لفوكسكون بسحب 7 مليون غالون أمريكي (26,000 م3) من المياه يوميًا من بحيرة ميشيغان. نظرًا لمخاوف المياه، تنفق فوكسكون 30 مليون دولار على تقنية تصريف السوائل الصفرية. مطلوب أيضًًا فوكسكون لاستبدال الأراضي الرطبة بنسبة أعلى من الشركات الأخرى؛ يجب على فوكسكون استعادة 2 فدان من الأراضي الرطبة مقابل كل فدان واحد مضطرب بدلاً من نسبة 1.2 إلى 1 للشركات الأخرى.
اعتبارًا من 4 أكتوبر 2017، وافقت فوكسكون على تحديد موقع مصنعها في ماونت بليزانت، ويسكونسن، وبدأت العمل في المصنع في 28 يونيو 2018. كان الرئيس ترامب حاضراً للترويج للتصنيع الأمريكي.
في يناير 2019، قالت فوكسكون إنها تعيد النظر في خططها الأولية لتصنيع شاشات إل سي دي في مصنع ويسكونسن، مشيرة إلى ارتفاع تكاليف العمالة في الولايات المتحدة.
بموجب اتفاقية جديدة تم الإعلان عنها في أبريل 2021، ستخفض فوكسكون استثماراتها المخطط لها إلى 672 مليون دولار مع 1,454 وظيفة جديدة. تم تخفيض الاعتمادات الضريبية المتاحة للمشروع إلى 8 ملايين دولار.
في أكتوبر 2021، أعلنت شركة لوردستاون موتورز عن صفقة بقيمة 250 مليون دولار لبيع مصنع سابق لشركة جنرال موتورز لشركة فوكسكون، والذي سيصبح مجمع عقد لشاحنة بيك أب التحمل التابعة للشركة. اكتملت الصفقة في مايو 2022 بسعر نهائي قدره 230 مليون دولار. أُعلن أن فوكسكون ستستثمر أيضًا 50 مليون دولار في الشركة من خلال شراء أسهم عادية.

## كبار الزبائن
تتكون القائمة التالية من عملاء فوكسكون الحاليين أو السابقين. القائمة مرتبة حسب الترتيب الأبجدي.
بلد منشئهم أو قاعدة عملياتهم بين قوسين.

### أمريكا الشمالية
- أمازون (الولايات المتحدة)[83]
- أبل (الولايات المتحدة)[84]
- بلاك بيري لمتد (كندا)[85]
- سيسكو سيستمز (الولايات المتحدة)[86]
- ديل (الولايات المتحدة)[87]
- فيسكر إنك (الولايات المتحدة) [88]
- جوجل (الولايات المتحدة)[89]
- هوليت-باكارد (الولايات المتحدة)[90]
- InFocus (الولايات المتحدة)
- إنتل (الولايات المتحدة)
- مايكروسوفت (الولايات المتحدة)[91][92]
- موتورولا للهواتف النقالة (الولايات المتحدة)[87]
- Vizio (الولايات المتحدة)[93]

### آسيا
- آيسر (تايوان)[94]
- هواوي (الصين)[95]
- لينوفو (الصين)
- نينتندو (اليابان)[96]
- سيجا (اليابان)
- سوني (اليابان)[97]
- توشيبا (اليابان)[98]
- شاومي (الصين)[99]

### أوروبا
- إتش إم دي غلوبل، تحت علامة نوكيا التجارية (فنلندا)[100]

## شركات تابعة

### إف آي إتش موبايل
إف آي إتش موبايل (FIH Mobile) هي شركة تابعة فوكسكون تقدم خدمات مثل تطوير المنتجات ودعم ما بعد البيع. تم دمجها في الملاذ الضريبي لجزر كايمان في عام 2000.
في 18 مايو 2016، أعلنت إف آي إتش موبايل عن شراء شركة مايكروسوفت موبايل للهواتف. تعد مايكروسوفت موبايل فيتنام أيضًا جزءًا من عملية البيع لشركة إف آي إتش موبايل، والتي تتكون من منشأة التصنيع في هانوي بفيتنام. تم بيع باقي الأعمال إلى شركة إتش دي إم غلوبل الجديدة التي تتخذ من فنلندا مقراً لها، والتي بدأت في تطوير وبيع أجهزة جديدة تحمل علامة نوكيا اعتبارًا من أوائل عام 2017. وبلغ إجمالي المبيعات لكلا الشركتين 350 مليون دولار أمريكي. تقوم إف آي إتش موبايل الآن بتصنيع أجهزة جديدة تحمل علامة نوكيا التجارية طورتها إتش إم دي.

### فوكسترون
فوكسترون (鴻 華 先進 科技 ،Foxtron) هو مشروع مشترك بين فوكسكون ومجموعة يولون تأسست في عام 2020 لتصنيع المركبات والبحث وتطوير المركبات الكهربائية.

### مجموعة فوكسلينك
مجموعة فوكسلينك (Foxlink Group) هي شركة تابعة لفوكسكون.

#### شِنفوكس إنرجي
شَنفوكس للطاقة (Shinfox Energy) هي شركة تابعة لمجموعة فوكسلينك.

##### فوكسويل باور
فوكسويل باور (Foxwell Power) هي شركة تابعة شِنفوكس إنرجي. تعاقدت فوكسويل باور مع شركة أجدادها فوكسكون لتزويد 2.36 مليون كيلوواط/ساعة من الكهرباء الخضراء في عام 2022.

## خلافات
شاركت فوكسكون في العديد من الخلافات المتعلقة بشكاوى الموظفين أو المعاملة. لدى فوكسكون أكثر من مليون موظف. في الصين، وظفت عددًا أكبر من الأشخاص مقارنة بأي شركة خاصة أخرى اعتبارًا من 2011.

### ظروف العمل
وردت ادعاءات بشأن ظروف العمل السيئة في عدة مناسبات. تسلط التقارير الإخبارية الضوء على ساعات العمل الطويلة، التمييز ضد عمال البر الرئيسي الصيني من قبل زملائهم التايوانيين، ونقص علاقات العمل في الشركة. على الرغم من أن فوكسكون وجدت أنها متوافقة في معظم المجالات عندما قامت شركة أبل بمراجعة مُصنِّع أجهزة آيبود وآيفون الخاصة بها في عام 2007، أثبتت المراجعة بالفعل العديد من الادعاءات.

## وصلات خارجية
- الموقع الرسمي